# Phegopteris sparsiflora
Phegopteris sparsiflora là một loài dương xỉ trong họ Thelypteridaceae. Loài này được Sadebeck mô tả khoa học đầu tiên năm 1894.
Danh pháp khoa học của loài này chưa được làm sáng tỏ. 